# 後藤基国
後藤 基国（ごとう もとくに）は、安土桃山時代の武将。通称は新左衛門または又左衛門将監。
前半生については定かではないが、三木城主の別所長治の家臣で家老を務めた。織田信長に叛いた主君を諌めるが聞き入れられず天正7年（1579年）に三木合戦における、大村・平田の合戦に於いて羽柴勢と闘い討死。黒田孝高に仕えて黒田二十四騎にも名を連ねる後藤基次（又兵衛）は息子で三木合戦の際に8歳だった基次は基国の旧友であった黒田孝高に預けられ養育され、長じて文武に長けた人物に育った。